# Fintau
Die Fintau ist ein 18,9 Kilometer langer linker Nebenfluss der Wümme in Niedersachsen, Deutschland. Der Fluss entspringt südöstlich von Eggersmühlen bei Wesseloh im Landkreis Heidekreis und fließt überwiegend in Nord-West-Richtung zunächst durch naturbelassene Wald-, Feld- und Wiesenflächen im Naturschutzgebiet Oberes Fintautal in der Samtgemeinde Fintel. Er durchquert die Gemeinde Vahlde und mündet nordwestlich von Lauenbrück in die hier kaum gleich große Wümme.

## Zustand
Die Fintau ist seit einigen Jahren wieder Lebensraum von Meerforelle und Lachs. Die Angelvereine Lauenbrück und Fintel betreiben hier seit 1982 ein Wiederansiedlungsprojekt für diese Großsalmoniden.

## Fintaubegradigung und Rückbaumaßnahmen
Bis zu den 50er Jahren waren die Flächen am unteren Lauf der Fintau zwischen Vahlde und Lauenbrück von Staunässe und häufigen Überflutungen geprägt. Demnach war die Vegetation auf Sauergräser begrenzt. Um die landwirtschaftlichen Erträge zu steigern, indem auch Ernteverluste durch Überschwemmungen verhindert werden, wurde die Fintau 1955–1956 in diesem Gebiet begradigt. Dabei wurde die Sohlenbreite von 3 bis 4 auf 5,30 m ausgebaut, das Sohlengefälle von 0,92 auf 0,4 % gesenkt. Durch die Baumaßnahmen verminderte sich der sumpfige Charakter des Geländes, und Wiesen und Felder wurden landwirtschaftlich besser nutzbar. Im Zuge der Maßnahmen wurden auch Altarme des Flusses abgeschnitten. Einer dieser Altarme hat eine Länge von 200 m und wurde 2007–2008 im Rahmen des Projekts Modellregion Wümme zum Zwecke des Artenschutzes reaktiviert. Die Kosten betrugen 31.250 €, wovon das Land Niedersachsen 80 % übernahm.

## Fintauwehr
Aufgrund großer Überflutungen in den Jahren 2002 und 2008 wurde 2009/2010 vor dem Dorfe Lauenbrück zum Schutz vor Hochwässern ein 700 m langer Damm mit Flutsperre gebaut.

## Befahrungsregeln
Zum Schutz, dem Erhalt und der Verbesserung der Fließgewässer als Lebensraum für wild lebende Tiere und Pflanzen erließ der Landkreis Rotenburg (Wümme) 2015 eine Verordnung für sämtliche Fließgewässer. Seitdem ist das Befahren der Fintau ganzjährig verboten.